# Sarah Chang
Sarah Chang (Filadèlfia (Pennsilvània, Estats Units), 10 de desembre de 1980) és una violinista estatunidenca d'origen coreà.
Va començar a estudiar el violí a l'edat de 4 anys a la Juilliard School of Music amb Dorothy DeLay, i de seguida fou considerada com una nena prodigi. A l'edat de vuit anys, fa una prova per a Zubin Mehta amb l'Orquestra Filharmònica de Nova York, i per a Riccardo Muti amb l'Orquestra de Filadèlfia. El 1999, rep l'Avery Fisher Prize, un dels premis més prestigiosos atorgats a un instrumentista nord-americà.

## Joventut i educació
Chang va néixer a Filadèlfia, Pennsilvània, i es va criar a Cherry Hill i Voorhees Township, Nova Jersey. És filla de Myoung-Jun (la seva mare), una compositora, i de Min-Soo Chang (el seu pare), que era violinista i professor de música. Els pares de Chang es van traslladar als Estats Units des de Corea del Sud el 1979 per a la carrera de música avançada del seu pare a la Universitat de Temple. La seva mare va prendre classes de composició a la Universitat de Pennsilvània. Chang ha dit que tot i que "mai va viure a Corea... encara sento molt que és on són les meves arrels." El seu germà petit Michael (nascut el 1987) és llicenciat a la Universitat de Princeton.
El 1986, quan Chang tenia 5 anys, va fer una audició i va ser acceptada a la Juilliard School interpretant el Concert per a violí núm. 1 de Bruch en sol menor. Chang passava els caps de setmana assistint a classes de música a Juilliard i comprant a la ciutat de Nova York amb els seus pares. Quan Chang tenia 6 anys, va començar a estudiar amb Isaac Stern fora de l'escola. El 1989, va començar a treballar amb Dorothy DeLay al seu estudi de Nova York on el seu pare havia rebut les seves lliçons de música, i a l'Aspen Music Festival and School. Un antic estudiant i assistent de DeLay, Hyo Kang, també va proporcionar formació a Chang. Després de la seva graduació de secundària el 1999 a Nova Jersey, va tornar a Juilliard per a la universitat i va estudiar amb DeLay.
Chang va aprendre d'un entorn familiar a parlar coreà de manera natural.
A causa dels seus èxits musicals, Chang es troba entre un nombre molt reduït de figures professionals reconegudes que van ser infants prodigi.

## Carrera
Treball primerenc
La seva mare la va entrenar per tocar melodies amb un dit al piano als 3 anys. Pel seu quart aniversari, li van regalar un violí de mida 1/16. En sentir-la tocar en un sopar, el concertista de l'Orquestra de Filadèlfia Norman Carol va demanar al director musical Riccardo Muti que l'escoltés. Als 8 anys, va fer una audició al costat de Muti i Zubin Mehta, que era el director musical de la Filharmònica de Nova York. Tots dos li van concedir compromisos immediats.

L'any 1991, quan Chang tenia 10 anys, va gravar el seu primer àlbum, Debut; va ser llançat per EMI Classics el 18 d'agost de 1992 i va arribar ràpidament a la llista Billboard de best-sellers clàssics. Chang va arribar ràpidament a la fama i es va fer coneguda a escala internacional, fent fins a 150 concerts a l'any. El 2006, Newsweek la va classificar com una de les vuit millors dones amb èxit als Estats Units. A l'entrevista que acompanya el reportatge, va comentar:
| « | "Crec que tenir una carrera a una edat tan primerenca em va mantenir concentrada. Programem almenys dos o tres anys d'antelació a la indústria clàssica. Em vaig sentir molt fonamentada i molt agraïda de saber-ho. què era el que volia fer amb la meva vida." | » |

## 2002–2005
El 2002, va actuar a Pyongyang, Corea del Nord. Chang va comentar:
| « | "El concert va estar ple de funcionaris del govern. Fins al darrer seient. Només va ser una invitació, però va ser una experiència increïble. Aterridora i estimulant alhora. I només vaig pensar en la sort que tinc. Sóc molt afortunat de ser músic, i en aquell moment, vaig sentir genuïnament que la música és l'únic llenguatge universal." | » |

Chang va participar en la campanya publicitària mundial del rellotger Movado "The Art of Time" amb Pete Sampras i el compositor Wynton Marsalis. Per als Jocs Olímpics d'Estiu de 2004, va ser seleccionada per portar la torxa olímpica a Nova York. El 2005, la Universitat Yale va dedicar una càtedra a Sprague Hall en nom de Chang. Després d'això, Chang va fer una gira durant un any amb la Filharmònica de Berlín i la del Concertgebouw en un programa de sextets de festivals d'estiu que van conduir a un concert a la Filharmònica de Berlín.

## A partir del 2007
Chang va tocar un recital al Carnegie Hall el 7 d'abril de 2007, acompanyat per la pianista britànica Ashley Wass. Ha continuat actuant amb la Filharmònica de Los Angeles i Esa-Pekka Salonen i ha fet aparicions amb la primera tant al Hollywood Bowl com al Walt Disney Concert Hall durant tot el 2008. Els dies 27 i 28 de març de 2008 va tocar per al públic de San Antonio, Texas, al Majestic Theatre, una actuació que va ser precedida d'una aparició (per conèixer i inspirar a músics joves i experimentats sense cap cost) a Antonio Strad Violin a la mateixa ciutat. Del maig del 2009 al juny del 2010, va realitzar gires de recitals per Europa, Amèrica del Nord i Àsia amb el pianista Andrew von Oeyen; finalment es va publicar una gravació del juliol de 2010 dels dos. Al programa del 12 de febrer de 2010, va fer el seu recital al Barbican Hall de Londres. Chang va fer una aparició a la Universitat del Sud de Califòrnia el març de 2010, on va tocar el Concert per a violí núm. 1 en sol menor de Max Bruch, op. 26. Va actuar al Hollywood Bowl l'agost de 2010.

## Instruments
Sarah Chang posseeix diversos violins, i el seu principal violí és el Guarneri del Gesu de 1717 del luthier cremonès Giuseppe Guarneri del Gesù que va heretar del seu mentor, Isaac Stern. En una altra entrevista el 2013, va dir al periodista que va comprar el violí a Stern, i no el va rebre.
Chang utilitza una varietat d'arcs: ha dit que prefereix un Pajeot per a Mozart i Bach; un Sartory per als concerts de Txaikovski i Sibelius; i dos Dominique Peccattes per a una altra música.

## Imatge pública
Chang ha actuat amb la Filharmònica de Nova York, l'Orquestra de Filadèlfia, la Simfònica de Chicago, la Simfònica de Boston, l'Orquestra de Cleveland i l'Orquestra Simfònica de Montreal, la Filharmònica de Berlín, la Filharmònica de Viena, orquestres de Londres, Anglaterra i la Royal Concertgebouw Orchestra. d'Amsterdam, Països Baixos]] També ha actuat amb la Filharmònica de Los Angeles, l'Orquestra Simfònica de la NHK de Tòquio, l'Orquestra Filharmònica de Hong Kong, l'Orquestra Bayerische Rundfunk i l'Orquestra Simfònica Nacional de Washington, la Filharmònica d'Oslo, l'Orquestra Simfònica de Pittsburgh, la Simfònica de Melbourne, l'Orquestra de Suïssa romana, l'Orquestra Filharmònica de Luxemburg, l'Orquestra Simfònica de San Francisco, la Simfònica d'Honolulú, la Simfònica de St. Olaf Orchestra, i l'Orquestra Filharmònica de la Ràdio dels Països Baixos, entre d'altres.
Chang també ha actuat sota la batuta dels directors Mariss Jansons, Daniel Barenboim, Sir Colin Davis, Charles Dutoit, Bernard Haitink i James Levine, Lorin Maazel, Kurt Masur, Zubin Mehta, Riccardo Muti, Andrew Previn, Sir Simon Rattle, Wolfgang Sawallisch, Leonard Slatkin, Michael Tilson Thomas, Placido Domingo, David Lockington, David Zinman, Gustavo Dudamel, Valery Gergiev Esa-Pekka Salons, Yes of Gold, John Williams, Steven Amundson i altres.
Entre els seus recitals destacats s'han fet el seu debut al Carnegie Hall i actuacions al Kennedy Center, Orchestra Hall, Symphony Hall, Barbican Center, Philharmonie i Concertgebouw.
Com a músic de cambra, Chang ha col·laborat amb Pinchas Zukerman, Wolfgang Sawallisch, Vladimir Ashkenazy, Yefim Bronfman, Martha Argerich, Leif Ove Andsnes, Stephen Kovacevich, Yo-Yo Ma, Lynn Harrell, Lars Vogt i el difunt Isaac Stern. Ha realitzat diversos enregistraments de cambra amb membres actuals i antics de la Filharmònica de Berlín, incloent el Sextet i Quintet amb piano de Dvořák i el Souvenir de Florence de Tchaikovsky.
El gener de 2011, Sarah Chang va ser entrevistada per Evan Solomon de Power & Politics (CBC) on es va revelar que havia estat nomenada pel president Obama a la Comissió Presidencial de Relacions amb Rússia, i també estava assumint un nou paper. com a enviat cultural especial del Departament d'Estat. Chang ja fa molts anys que promou i dona suport a l'educació musical infantil. També ha estat ambaixadora cultural dels EUA; per exemple, va ser convidada a tocar a la capital de Corea del Nord, Pyongyang, amb una orquestra de Corea del Sud el 2002.

## Premis
Chang ha rebut diversos premis, entre ells:
- 1992: Avery Fisher Career Grant
- 1993: Gramophone Magazine Artista jove de l'any (1993)
- 1993: Nouvingut de l'any per "Echo" (Alemanya)
- 1993: Nan Pa (Corea del Sud)
- 1994: Nouvingut de l'any als Premis Internacionals de Música Clàssica
- 1999: Premi Avery Fisher[fn 1]
- 2004: Hollywood Bowl's Hall of Fame[fn 2]
- 2005: Premio Internazionale Accademia Musicale Chigiana a Siena, Itàlia[41]

## Discografia
CDs
- 1992: Debut inclou Pablo de Sarasate, Edward Elgar, Nicolo Paganini (EMI Classics)
- 1992: Concert per al planeta Terra, enregistrament en directe/Placido Domingo/Sarah Chang/Wynton Marsalis (Sony Music)
- 1993: Pyotr Ilitx Txaikovski: Concert per a violí Op 35. Director: Sir Colin Davis / Johannes Brahms: Danses hongareses 1, 2, 4, 7 (EMI Classics)
- 1994: Nicolo Paganini: Concert núm. 1 en re per a violí i orquestra, op. 6 / Camille Saint-Saëns: Havanaise per a violí i orquestra, Op.83, Introducció i Rondo Capriccioso per a violí i orquestra, Op.28. Orquestra: The Philadelphia Orchestra. Conductor: Wolfgang Sawallisch (EMI Classics)
- 1995: Ralph Vaughan Williams: The Lark Ascending. Conductor: Bernard Haitink (EMI Classics)
- 1996: Édouard Lalo: Symphonie Espagnole/Henri Vieuxtemps: Concert per a violí núm. 5. Orquestra: Concertgebouw Orchestra (Lalo) / Philharmonia Orchestra (Vieuxtemps), Director: Charles Dutoit (EMI Classics)
- 1997: Simply Sarah/ Show Pieces/ Piano: Charles Abramovic (EMI Classics)
- 1998: Felix Mendelssohn, Jean Sibelius: Concerts per a violí. Orquestra: Berliner Philharmoniker, director: Mariss Jansons (EMI Classics)
- 1999: Sweet Sorrow/ Àlbum recopilatori inclou Chaconne de Tomaso Antonio Vitali (EMI Classics)
- 1999: Richard Strauss: Concert per a violí i Sonata per a violí. Symphonieorchester des Bayerischen Rundfunks, director i piano: Wolfgang Sawallisch (EMI Classics)
- 2000: Karl Goldmark: Concert per a violí op. 28. Orquestra: Gürzenich-Orchester, Director: James Conlon (EMI Classics)
- 2002: Foc i gel. Pablo de Sarasate, Massenet, Maurice Ravel, Ludwig van Beethoven, Johann Sebastian Bach, Orquestra: Berliner Philharmoniker, Director : Plácido Domingo (EMI Classics)
- 2002: Antonín Dvořák, Pyotr Ilitx Txaikovski: Sextets (amb membres de la Filharmònica de Berlín) (EMI Classics)
- 2003: Antonín Dvořák: Concert per a violí op. 53, Piano Quintet (amb Leif Ove Andsnes), London Symphony Orchestra, Sir Colin Davis (EMI Classics)
- 2004: Sonates franceses per a violí inclouen. César Franck, Camille Saint-Saëns, Maurice Ravel Piano: Lars Vogt (EMI Classics)
- 2005: Andrew Lloyd Webber: Phantasia (amb el violoncel·lista Julian Lloyd Webber) (EMI Classics)
- 2006: Dmitri Xostakovitx: Concert per a violí núm.1 / Sergei Prokofiev: Concert per a violí núm.1. Orquestra: Berliner Philharmoniker, director: Sir Simon Rattle (EMI Classics)
- 2007: Antonio Vivaldi: Les quatre estacions (Vivaldi), i Concert per a violí en sol, op.12 núm.1, RV.317. Orquestra: Orpheus Chamber Orchestra (EMI Classics)
- 2009: Max Bruch Concert per a violí núm. 1, Johannes Brahms Concert per a violí Kurt Masur, Dresdner Philharmonie (EMI Classics)[42]

DVD
- 1995: Niccolò Paganini Concert per a violí Berlin Philharmonic, Zubin Mehta
- 2003: Nit espanyola: Sarasate Carmen Fantasy, Gypsy Melodies, Thais Meditation, Berliner Philharmoniker, Plácido Domingo (Director)